# Lend
Pour l’article homonyme, voir Lend (Graz).
Lend est une commune autrichienne du district de Zell am See dans l'État de Salzbourg.